# Musse Piggs trädgård
Musse Piggs trädgård (engelska: Mickey's Garden) är en amerikansk animerad kortfilm med Musse Pigg från 1935.

## Handling
Musse Pigg har en trädgård som utsätts för invasion av insekter. För att bekämpa dem tänker Musse förgifta dem med en hemgjord insektsspray, men han råkar spraya sig själv i ansiktet och börjar hallucinera saker.

## Om filmen
Filmen är den 76:e Musse Pigg-kortfilmen som producerades och den femte som lanserades år 1935.

### Svenska utgivningar
Filmen hade svensk premiär 6 april 1936 på biografen Spegeln i Stockholm och gick då under titeln Musse Piggs trädgård. När filmen senare släpptes på svensk DVD fick den titeln Musses trädgård.
Filmen har givits ut på VHS och DVD och finns dubbad till svenska.

## Rollista
- Walt Disney – Musse Pigg
- Pinto Colvig – Pluto, gräshoppa
- Clarence Nash – ekoxe[8]